# Tonight I'm Getting Over You
Tonight I'm Getting Over You è un brano musicale della cantante canadese Carly Rae Jepsen, pubblicato il 21 gennaio 2013 come quarto singolo dal suo secondo album in studio, Kiss. Il singolo ha ricevuto recensioni miste da parte dei critici e qualcuno considera il brano una delle canzoni migliori di Kiss.

## Video
Il 27 gennaio 2013, Carly Rae Jepsen rivelò sul suo account di Facebook di registrare il video di Tonight I'm Getting Over You al Los Angeles il fine settimana successivo (2-3 febbraio 2013). Tre giorni dopo rivelò su Twitter di aver registrato il video prima di recarsi in Giappone per una tappa del suo Kiss Tour. Il video è stato pubblicato il 22 febbraio 2013 sul canale VEVO della cantante. L'amante di Carly nel video è il modello Brandon Gray.

## Esecuzioni live e promozione
Carly Rae Jepsen ha eseguito Tonight I'm Getting Over You con Justin Bieber durante il suo Believe Tour. Il 26 gennaio 2013 ha eseguito il brano agli NRJ Music Awards.

## Tracce
Download digitale
1. Tonight I'm Getting Over You – 3:39

## Classifiche
| Classifica (2013) | Posizione massima |
| ----------------- | ----------------- |
| Australia         | 38                |
| Belgio (Fiandre)  | 56                |
| Belgio (Vallonia) | 46                |
| Canada            | 88                |
| Danimarca         | 27                |
| Francia           | 82                |
| Irlanda           | 32                |
| Nuova Zelanda     | 40                |
| Paesi Bassi       | 44                |
| Regno Unito       | 33                |
| Slovacchia        | 25                |
| Stati Uniti       | 90                |
| Svizzera          | 74                |

## Date di pubblicazione
| Paese       | Data             | Formato               | Etichetta          |
| ----------- | ---------------- | --------------------- | ------------------ |
| Francia     | 21 gennaio 2013  | Rotazione radiofonica | Polydor Records    |
| Stati Uniti | 19 febbraio 2013 | Rotazione radiofonica | Interscope Records |